# Registrador de Internet Local
Un Registrador de Internet Local (Local Internet Registry o LIR en inglés) es una organización a la cual se le asigna bloques de direcciones IP desde un Registro Regional de Internet (Regional Internet Registry o RIR en inglés). Normalmente las organizaciones LIR asignan las direcciones IP disponibles a sus clientes y suelen ser ISP, empresas o instituciones académicas. Un LIR debe pertenecer a un RIR.